# Pukerua Bay
Pukerua Bay è una piccola comunità di mare che si trova in Nuova Zelanda, precisamente a sud della fine della Kapiti Coast. Nel 2001 la popolazione era di 1 692 abitanti. 
Per la maggior parte è situata su di una sella naturale tra le colline, a circa 60-90 metri dal livello del mare. In lingua māori le parole "puke rua" significano "due colline", ma non è chiaro a quali colline il nome si riferisca.
Pukerua Bay è il luogo di nascita del regista Premio Oscar Peter Jackson, che vi ha girato Fuori di testa (Bad Taste), il suo primo lungometraggio.